# Campeonato Europeu de Atletismo em Pista Coberta de 2015 - Salto triplo feminino
A prova do salto triplo feminino  do Campeonato Europeu de Atletismo em Pista Coberta de 2015 foi disputada entre os dias 7 e 8 de março de 2015 no O2 Arena em Praga, República Checa. 

## Recordes
Antes desta competição, os recordes mundiais e do campeonato nesta prova eram os seguintes:
|                       | Nome             | Nacionalidade | Distância | Local     | Data                    |
| --------------------- | ---------------- | ------------- | --------- | --------- | ----------------------- |
| Recorde mundial       | Tatyana Lebedeva | Rússia        | 15m 36cm  | Budapeste | 6 de março de 2004      |
| Recorde do campeonato | Ashia Hansen     | Reino Unido   | 15m 16cm  | Valência  | 28 de fevereiro de 1998 |
| Recorde europeu       | Tatyana Lebedeva | Rússia        | 15m 36cm  | Budapeste | 6 de março de 2004      |

## Medalhistas
| Ouro                    | Prata                  | Bronze                        |
| Yekaterina Koneva (RUS) | Gabriela Petrova (BUL) | Hanna Knyazyeva-Minenko (ISR) |

## Cronograma
Todos os horários são locais (UTC+2).
| Data       | Hora  | Evento       |
| ---------- | ----- | ------------ |
| 7 de março | 10:05 | Qualificação |
| 8 de março | 16:25 | Final        |

## Resultados

### Qualificação
Qualificação: 14,15m (Q) ou os 8 melhores qualificados (q).
| Posição | Atleta                  | Nacionalidade | #1    | #2    | #3    | Resultados | Notas                |
| ------- | ----------------------- | ------------- | ----- | ----- | ----- | ---------- | -------------------- |
| 1       | Hanna Knyazyeva-Minenko | Israel        | 14.40 |       |       | 14.40      | Q,                   |
| 2       | Patrícia Mamona         | Portugal      | 14.05 | x     | 14.26 | 14.26      | Q,                   |
| 3       | Natallia Viatkina       | Bielorrússia  | 13.96 | 13.80 | 14.21 | 14.21      | Q,                   |
| 4       | Gabriela Petrova        | Bulgária      | 14.21 |       |       | 14.21      | Q                    |
| 5       | Kristin Gierisch        | Alemanha      | 14.20 |       |       | 14.20      | Q                    |
| 5       | Yekaterina Koneva       | Rússia        | 14.20 |       |       | 14.20      | Q                    |
| 7       | Kristiina Mäkelä        | Finlândia     | x     | 14.04 | 13.86 | 14.04      | q                    |
| 8       | Cristina Bujin          | Roménia       | 14.02 | 13.65 | 13.99 | 14.02      | q                    |
| 9       | Cristina Sandu          | Roménia       | 13.48 | 12.34 | 13.97 | 13.97      | Recorde pessoal      |
| 10      | Dana Velďáková          | Eslováquia    | 13.54 | 13.89 | 13.54 | 13.89      | Recorde da temporada |
| 11      | Katja Demut             | Alemanha      | 13.81 | 13.71 | 11.90 | 13.81      |                      |
| 12      | Ruth Ndoumbe            | Espanha       | x     | 13.80 | x     | 13.80      |                      |
| 13      | Lucie Májková           | Chéquia       | 13.79 | 13.78 | 13.50 | 13.79      | Recorde pessoal      |
| 14      | Susana Costa            | Portugal      | x     | 13.78 | x     | 13.78      | Recorde da temporada |
| 15      | Jeanine Assani Issouf   | França        | 12.86 | 13.28 | 13.71 | 13.71      |                      |
| 16      | Dovilė Dzindzaletaitė   | Lituânia      | 13.67 | x     | 13.38 | 13.67      |                      |
| 17      | Elena Andreea Panturoiu | Roménia       | x     | 13.59 | 13.34 | 13.59      |                      |
| 18      | Patricia Sarrapio       | Espanha       | 13.02 | 13.42 | 13.47 | 13.47      |                      |
| 19      | Saša Babšek             | Eslovênia     | x     | 13.41 | 13.46 | 13.46      |                      |
| 20      | Tetyana Ptashkina       | Ucrânia       | 11.39 | 13.41 | 13.28 | 13.41      |                      |
| 21      | Dariya Derkach          | Itália        | 13.10 | 12.17 | 13.40 | 13.40      |                      |
| 22      | Claudia Guri            | Andorra       | x     | 12.06 | 11.94 | 12.06      |                      |
| 23      | Andriana Bânova         | Bulgária      |       |       |       | DNS        |                      |

### Final
A final foi realizada às 16:25 no dia 8 de março de 2015.  
| Posição           | Atleta                  | Nacionalidade | #1    | #2    | #3    | #4    | #5    | #6    | Resultados | Notas                |
| ----------------- | ----------------------- | ------------- | ----- | ----- | ----- | ----- | ----- | ----- | ---------- | -------------------- |
| Medalha de ouro   | Yekaterina Koneva       | Rússia        | 14.42 | 14.28 | 14.69 | 14.40 | –     | 14.32 | 14.69      | Melhor marca do ano  |
| Medalha de prata  | Gabriela Petrova        | Bulgária      | 14.21 | x     | x     | 14.33 | 14.37 | 14.52 | 14.52      |                      |
| Medalha de bronze | Hanna Knyazyeva-Minenko | Israel        | 14.49 | 14.48 | 14.46 | 14.20 | 14.18 | 13.93 | 14.49      | Recorde nacional     |
| 4                 | Kristin Gierisch        | Alemanha      | x     | 14.06 | 14.26 | 14.32 | 14.17 | 14.46 | 14.46      | Recorde pessoal      |
| 5                 | Patrícia Mamona         | Portugal      | x     | 14.10 | 14.12 | 14.32 | x     | 14.30 | 14.32      | Recorde da temporada |
| 6                 | Cristina Bujin          | Roménia       | 13.74 | x     | 13.91 | x     | 13.69 | x     | 13.91      |                      |
| 7                 | Natallia Viatkina       | Bielorrússia  | 13.69 | –     | x     | r     | –     | –     | 13.69      |                      |
| 8                 | Kristiina Mäkelä        | Finlândia     | x     | x     | 13.40 | 13.66 | x     | x     | 13.66      |                      |

Legenda
| Recorde mundial       | Recorde mundial (World record)               |                       | Recorde africano                      | Recorde africano (African) |                                           | Q | Classificado por posição (Qualified) |
| Recorde do campeonato | Recorde do campeonato (Championship record)  | Recorde da América    | Recorde da América (Americas)         | q                          | Classificado por melhor tempo (Qualified) |   |                                      |
| Melhor marca do ano   | Melhor marca do ano (World leading)          | Recorde asiático      | Recorde asiático (Asian)              | DNS                        | Não largou (Did not start)                |   |                                      |
| Recorde nacional      | Recorde nacional (National record)           | Recorde europeu       | Recorde europeu (European)            | DNF                        | Não terminou (Did not finish)             |   |                                      |
| Recorde pessoal       | Recorde pessoal do atleta (Personal best)    | Recorde da Oceania    | Recorde da Oceania (Oceania)          | DSQ / DQ                   | Desclassificado (Disqualified)            |   |                                      |
| Recorde da temporada  | Recorde da temporada do atleta (Season best) | Recorde sul-americano | Recorde sul-americano (South America) | NM                         | Sem marca (No mark)                       |   |                                      |